# أيديولوجية الجهاد الإسلامي الفلسطيني
الهدف الرئيسي لحركة الجهاد الإسلامي الفلسطينية هو تدمير الدولة الإسرائيلية. وتسعى حركة الجهاد الإسلامي إلى تحقيق ذلك من خلال العمل العسكري. إن هدفهم مستنير بفهمهم التاريخي للوضع الحالي ومعتقداتهم الدينية وتفسيراتهم للقرآن الكريم.

## معاداة الإمبريالية والوحدة الإسلامية
وتتأثر أيديولوجية حركة الجهاد الإسلامي في فلسطين بمعاداة الإمبريالية والقومية الإسلامية، من بين أمور أخرى. ترى حركة الجهاد الإسلامي في دولة إسرائيل كقوة احتلال وقوة استعمارية يجب تفكيكها. ويعتقدون أن الصراع العربي الإسرائيلي لا يعود بجذوره إلى عام 1948 وظهور الدولة الإسرائيلية، بل إلى الإمبريالية الغربية وتأثيرها المدمر على الوحدة الإسلامية. وبشكل أكثر تحديدًا، تعتقد حركة الجهاد الإسلامي أن القوى الغربية تهدف إلى تقسيم المجتمعات والجماعات الإسلامية للحفاظ على الهيمنة الغربية في المنطقة بعد تفكك الإمبراطورية العثمانية. تنظر حركة الجهاد الإسلامي في فلسطين إلى الدولة الإسرائيلية باعتبارها امتدادًا وآلية للهيمنة الغربية، وتساهم في قمع السكان المحليين وتشكل سببًا رئيسيًا للانقسام والصراع وعدم الاستقرار في المنطقة والجنوب العالمي بشكل عام. ولذلك فإنهم يعتقدون أن تدمير الدولة الإسرائيلية ليس مهمًا فقط لإنهاء احتلال الأراضي الفلسطينية وقمع الشعب الفلسطيني، بل إنه مهم أيضًا لإنهاء الاستعمار في المنطقة الأوسع وإحياء الوحدة الإسلامية. لأن حركة الجهاد الإسلامي تنظر إلى إسرائيل كقوة استعمارية وقوة تفرقة بين المسلمين، فإنها تعتقد أن تحرير فلسطين من خلال تدمير الدولة الإسرائيلية يجب أن يكون الشغل الشاغل لجميع الحركات أو الجماعات الإسلامية. تمشيا مع إيمانهم بأهمية الوحدة الإسلامية، تؤكد حركة الجهاد الإسلامي على القواسم المشتركة بين الإسلام الشيعي والإسلام السني، بدلا من الاختلافات بينهما.
وبحسب علوي، فإن آية الله الخميني والثورة الإسلامية في إيران أثّرا بقوة على أيديولوجية مؤسس حركة الجهاد الإسلامي في فلسطين فتحي الشقاقي، وبالتالي على أيديولوجية حركة الجهاد الإسلامي الفلسطينية. ويرى علوي أن أفكار الشقاقي فيما يتعلق بأهمية الحركات الإسلامية والوحدة الإسلامية لتحرير المنطقة من الهيمنة الغربية والاستعمار نابعة من الخميني. وبناءً على ذلك، نظر الشقاقي إلى الثورة الإيرانية باعتبارها اختراقًا في النضال من أجل إنهاء الاستعمار، ووفقًا لعلوي، فإن المشاعر المؤيدة لإيران لا تزال تشكل محورًا أساسيًا في حركة الجهاد الإسلامي في فلسطين اليوم. ويزعم علوي أيضًا أن العلاقة مع إيران والدعم الذي تتلقاه منها (بما في ذلك الدعم المالي) هما السببان الرئيسيان وراء قدرة حركة الجهاد الإسلامي على توسيع نفوذها ونشاطها خارج إسرائيل والأراضي الفلسطينية المحتلة.

## آراء حول إسرائيل وحماس
تنظر حركة الجهاد الإسلامي في فلسطين إلى إسرائيل باعتبارها كيانًا استعماريًا يساهم في القمع في الجنوب العالمي، وبالتالي تعارض حل الدولتين. في واقع الأمر، انضم بعض الفلسطينيين إلى حركة الجهاد الإسلامي، وليس حماس، لأن حماس قبلت حل الدولتين. ويؤكد حطينة أن حركة الجهاد الإسلامي تعتقد أنه بعد تدمير الدولة الإسرائيلية سوف يتمكن اليهود والمسلمين من العيش معاً تحت الحكم الإسلامي.
بدأت أيديولوجيات حماس والجهاد الإسلامي في التباعد بعد الانتفاضة الأولى. بدأت حماس في دمج القانون الدولي في أيديولوجيتها (إلى جانب الإسلام)، في حين لم تفعل حركة الجهاد الإسلامي ذلك. وهناك فرق آخر بين الجهاد الإسلامي وحماس وهو أن الأخيرة تشارك في انتخابات ديمقراطية.

## تفسيرات القرآن الكريم
وبحسب تفسير القرآن الكريم لفتحي الشقاقي فإن منطقة فلسطين مباركة بشكل خاص لأنها مرتبطة بالعديد من آيات القرآن الكريم. كما قدم الشقاقي بعض التعليقات على الاحتلال الإسرائيلي الذي تنبأ به القرآن الكريم، لكنه لم يخصص الكثير من عمله له. ومع ذلك فقد كان يعتقد أن تحرير فلسطين في نهاية المطاف كان متنبأ به في القرآن الكريم (في الآيات الأولى من سورة الإسراء). يعتقد الشقاقي أنه كما هُزم الإسرائيليون تاريخيًا، فإن الفلسطينيين سيتحررون مرة أخرى. ولذلك فإن حركة الجهاد الإسلامي تؤمن بأن تحرير فلسطين هو إرادة الله، وأن من واجب كل مسلم أن يقاتل من أجلها، مما يجعل المقاومة العسكرية الفورية ضرورية.